# 이미지 프로세서
이미지 프로세서(image processor), 이미지 처리 엔진(image processing engine), 이미지 처리 장치(image processing unit, IPU), 이미지 신호 프로세서(image signal processor, ISP)는 미디어 프로세서 또는 특수 디지털 신호 처리 장치(digital signal processor, DSP)의 일종으로, 디지털 카메라나 다른 장치의 이미지 처리에 사용된다. 이미지 프로세서는 SIMD나 MIMD 기술과 함께 병렬 컴퓨팅을 적용하여 속도와 효율성을 높이는 경우가 있다. 디지털 이미지 처리 엔진은 다양한 작업을 수행할 수 있다.

## 모델

### 프로세서 브랜드 이름
- ATI - Imageon (카메라 이미지 신호 처리를 제공하기 위해 초기 수많은 모바일 사진에 사용된 그래픽스 코프로세서[3])
- Canon - DIGIC (텍사스 인스트루먼츠 OMAP 기반)[4]
- Casio - EXILIM engine
- Epson - EDiART
- Fujifilm - EXR III 또는 X Processor Pro
- Google - Pixel Visual Core[5]
- Minolta / Konica Minolta - SUPHEED with CxProcess
- Leica - MAESTRO (Fujitsu Milbeaut 기반)[6]
- Nikon - Expeed (Fujitsu Milbeaut 기반)[7]
- Olympus - TruePic (Panasonic MN103/MN103S 기반)
- Panasonic - Venus Engine (Panasonic MN103/MN103S 기반)
- Pentax - PRIME (Pentax Real IMage Engine) (Fujitsu Milbeaut 기반 신형)
- Qualcomm - Qualcomm Spectra
- Ricoh - GR engine (GR digital), Smooth Imaging Engine
- Samsung - DRIMe (삼성 엑시노스 기반)
- Sanyo - Platinum engine
- Sigma - True
- Sharp - ProPix
- Socionext - Milbeaut Family of ISPs - SC2000 (M-10V), SC2002 (M-11S)
- Sony - Bionz
- THine - THP series with compatible SDK Kit for developing firmware
- HTC - ImageSense

## 같이 보기
- 영상 처리
- 디지털 화상 처리